# Свети Никола (Кривогащани)
Вижте пояснителната страница за други значения на Свети Никола.
„Свети Никола“ (на македонска литературна норма: „Свети Никола“) е възрожденска православна църква в прилепското село Кривогащани, Северна Македония. Църквата е под управлението на Преспанско-Пелагонийската епархия на Македонска православна църква.
Църквата е гробищен храм, разположен в южната част на селото. Храмът е трикорабна базилика, с полкръгла апсида на източната страна, отвън разчленена с пет слепи ниши. Изградена е в 1847 година, благодарение на свещениците Стоян и Андрей от Кривогащани. В 1860 година църквата е изписана и осветена от митрополит Венедикт Византийски.
В църквата работи Стойче Станков.